# کودک سبز
کتاب بچهٔ سبز  تنها رمان کامل شده آنارشیست انگلیسی شاعر و منتقد هربرت رید است.این کتاب در سال ۱۹۳۴ نوشته شده و برای اولین بار توسط Heinemann در سال ۱۹۳۵  منتشر شده‌است. داستان در قرن ۱۲ میلادی بر اساس افسانه دو کودک سبز که به طرز مرموزی در روستای انگلیسی Woolpit ظاهر می‌شوند و ظاهراً به طورناشناخته ای زبان انگلیسی صحبت می‌کنند. رید جزئیات شرح داده شده افسانه را به سبک  نثرهای منتشر شده در سال ۱۹۳۱ به عنوان «هنجاری که تمام انواع فانتزی باید با ان مطابقت داشته باشد» توصیف کرده‌است.

### نقل قول
1. ↑  Barker (1998), p. 100.
2. ↑  Barker (1998), p. 102.
3. ↑  Harder (1973), p. 716.